# Irena Kempówna
Irena Kempówna-Zabiełło (* in 20. Oktober 1920 in Warschau, Polen; † 17. Juni 2002 in Basel) war eine polnische Segelfliegerin, Rekordpilotin und Fluglehrerin.

## Leben
Kempówna wuchs in Warschau auf, wo sie 1938 die Krystyna-Malczewska-Realschule absolvierte. Im Alter von 16 Jahren begann sie 1936 mit dem Segelfliegen. Im Zweiten Weltkrieg war sie Soldatin der Einheit Kedyw (Kierownictwo Dywersji Komendy Głównej Armii Krajowej), die August Emil Fieldorf als Teil der Polnischen Heimatarmee gründete. Kempówna nahm am Warschauer Aufstand teil.
Sofort nach Kriegsende ließ sich Kempówna zum Fluglehrer ausbilden. Nach der Prüfung im Juli 1945 bildete sie bald selbst Fluglehrer aus. Sie begann mit dem Leistungsflug und stellte in den Jahren 1947–1950 dreizehn polnische Rekorde und zwei Weltrekorde für Frauen auf. Am 10. Juni 1948 flog Kempówna mit der IS-1 Sęp (Kennzeichen SP-549) ein 100-km-Dreieck und absolvierte mit einer Durchschnittsgeschwindigkeit von 50 km/h ihren ersten Weltrekord. Am 12. November 1950 flog sie mit Lucyna Wlazło im Doppelsitzer IS-C Żuraw einen Rekord mit 4963 Metern Höhe.
Kempówna studierte Architektur an der Politechnika Gdańska, wo sie Mitglied des Akademickie Koło Lotnicze (deutsch Akademischer Flieger-Kreis, später Aeroklub Gdański) wurde. Der Verein flog in Strzebielino bei Wejherowo und am Flughafen in Wrzeszcz (Danzig-Langfuhr). Im Jahr 1949 war Kempówna die bisher einzige Frau, die im Wettbewerb mit Männern einen internationalen Segelflugwettbewerb gewann. Auf dem Segelfluggelände Żar distanzierte sie erfahrene Segelflieger und Weltkriegspiloten. Im folgenden Jahr kam sie bei der Wahl zum polnischen Sportler des Jahres hinter Helena Rakoczy, Emil Kiszka und Władysław Skonecki auf den vierten Platz. In den Jahren 1950–1956 wurde Irena aus politischen Gründen vom Fliegen ausgeschlossen. – Zwei Mitgliedern ihres Vereins war im November 1950 die Flucht mit einem Motorflugzeug nach Schweden gelungen.
Die seit 1952 diplomierte und verheiratete Architektin wurde 1957 Chefin der Centralną Szkołę Szybowcową Aeroklubu PRL (Zentrale Segelflugschule des Aeroclubs der Volksrepublik Polen) in Leszno-Strzyżewice, aus der sie ein internationales Segelflugzentrum machte. Im Jahr 1957 wurde dort die polnische Landesmeisterschaft ausgetragen. In den Jahren 1958 und 1968 war es Veranstalter der Segelflug-Weltmeisterschaften. Im Jahr 1965 veranlasste sie den letzten größeren Ausbau mit dem Bau eines Kontrollturms und Cafés. In Schweden stellte sie 1962 mit drei Piloten bei einer Werbereise die polnischen Segelflugzeuge SZD-22 Mucha Standard und SZD-24 Foka vor.
Im Jahr 1966 erhielten Kempówna und ihr Ehemann Roman Zabiełło über das Außenhandels-Unternehmen Centrala Handlu Zagranicznego Polservice Arbeitsverträge in der Schweiz und ließen sich in Basel nieder. Kempówna bildete dort viele Jahre Verkehrspiloten der Swissair am Flugsimulator aus. Roman Zabiełło war als Pilot für Swissair, Balair und später Germanair tätig.
Eine lebenslange Freundschaft verband Kempówna mit der gleichaltrigen Jadwiga Piłsudska (1920–2014), eine der Töchter von Józef Piłsudski. Zu ihren Freunden gehörte auch die Schauspielerin Barbara Ahrens-Młynarska
Irena Kempówna-Zabiełło starb nach langer Krankheit am 17. Juni 2002 in Basel. Sie hinterließ einen Ehemann († 2006) und einen Sohn. Am 28. Juni erfolgte die Beisetzung nach einer Trauerfeier in der St.-Anna-Kirche von Warschau-Wilanów.

## Auszeichnungen
Kempówna wurde mit dem Goldenen Verdienstkreuz des Landes und einer Reihe von polnischen und internationalen Preisen ausgezeichnet. Im Jahr 1959 erhielt sie als erste Polin das Paul-Tissandier-Ehrendiplom des internationale Luftfahrtverbands FAI „für außergewöhnliche Beiträge und Leistungen in der Sportluftfahrt“.